# 111 (getal)
111 is het natuurlijke getal volgend op 110 en voorafgaand aan 112.

## In de wiskunde
Honderdenelf is
- een Harshadgetal
- een negenhoeksgetal
- de magische constante voor een magisch vierkant van 6 bij 6 gevuld met de getallen 1 tot en met 36

## Overig
111 is ook:
- het jaar 111 v.Chr. of het jaar 111
- het atoomnummer van het scheikundig element Röntgenium (Rg)
- het alarmnummer in Nieuw-Zeeland
- de leeftijd van Bilbo Baggins in de In de Ban van de Ring-reeks van J.R.R. Tolkien
- een waarde uit de E-reeks E192